# Паладинес, Агустин
Агустин Паладинес (исп. Agustin Paladines; 1940 ― 15 августа 2015) ― эквадорский геолог, педагог. Кандидат геолого-минералогических наук, профессор. Советник президента Эквадора Рафаэля Корреа по геологии и горным разработкам. 

## Биография
Родился в 1940 году в Эквадоре. Уехал учиться в СССР. Окончил инженерный факультет Университета дружбы народов им. Патриса Лумумбы по специальности «горное дело» в 1966 году.
В 1970―1974 гг. занимал должность директора группы по разработке месторождений полезных ископаемых на юге Эквадора и группы разработчиков геологической карты городов Амбато и Куэнка. Занимался преподавательской деятельностью. В 1980―1984 гг. ― декан факультета инженерии и физико-математических и естественных наук Центрального университета Эквадора. С 1984 г. ― советник заместителя министра геологии и энергетики Эквадора. С 1987 г. ― директор Высшего научно-исследовательского института при факультете геологии, шахт и нефти Центрального университета Эквадора. В 1991―1995 гг. ― декан инженерного факультета Центрального университета Эквадора. С 1995 г. – член Академии геолого-минералогических наук России и Международной академии природных ресурсов. Был советником президента Эквадора Рафаэля Корреа по геологии и горным разработкам. Являлся автором ряда научных трудов.
Во время своей работы объездил всю территорию Эквадора, а провинцию Лоха практически полностью обошёл пешком. Составил первую металлогеническую карту страны. Стремился к созданию специальной области развития металлодобычи на юго-востоке Эквадора.
Был женат на Людмиле Барановой.
Скончался 15 августа 2015 года.